# Toivo Horelli
Toivo Johannes Horelli, född 11 oktober 1888 i Kumo, död 28 juni 1975 i Tammerfors, var en finländsk bankman och politiker.
Horelli blev juris licentiat 1949. Han var landssekreterare vid länsstyrelsen i Tavastehus län 1919–1929, varefter han blev banktjänsteman; direktör för KOP:s kontor i Jyväskylä 1934–1951. Han var riksdagsman (Saml.) 1933–1945 och inrikesminister under fortsättningskrigets inledningsskede 1941–1943.
Vid regeringsskiftet 1943 kom den tyskvänlige och antikommunistiske Horelli inte ifråga som regeringsmedlem. Han utpekades efter kriget som medskyldig till att en grupp judiska flyktingar deporterats till Tyskland där de gått sitt öde till mötes, men ställdes i motsats till sin underlydande, chefen för statspolisen Arno Anthoni, aldrig inför rätta. Han var 1932–1935 ordförande i det starkt högerbetonade Frihetskrigets frontmannaförbund.